# Paracymus aeneus
Paracymus aeneus – gatunek chrząszcza z rodziny kałużnicowatych, podrodziny Hydrophilinae i plemienia Laccobiini. Szeroko rozmieszczony w krainie palearktycznej.

## Taksonomia
Gatunek ten opisany został po raz pierwszy w 1824 roku przez Ernsta Friedricha Germara pod nazwą Hydrophilus aeneus. W rodzaju Paracymus umieszczony został w 1867 roku przez Carla Gustafa Thomsona i stanowi jego gatunek typowy.

## Morfologia
Chrząszcz o podługowato-owalnym, nieco przypłaszczonym ciele długości około 3 mm i szerokości około 1,5 mm. Głowa jest czarna z jasnorudobrązowymi czułkami i głaszczkami, głęboko, ale niezbyt grubo punktowana. Czułki buduje osiem członów, z których trzy ostatnie formują buławkę. Przedplecze i pokrywy są czarne z metalicznym połyskiem, głęboko i gęsto punktowane. Dobrze rozwinięty, blaszkowaty wyrostek śródpiersia ma krawędź wolną w profilu niemal prostą. Odnóża mają czarne biodra, ciemnorudobrązowe uda oraz jaśniejsze golenie i stopy. Hydrofobowe owłosienie na udach sięga prawie do kolan w przypadku pary pierwszej, ograniczone jest do nasadowej połowy w przypadku pary drugiej oraz występuje tylko przy samej podstawie w przypadku pary trzeciej. Uda pary środkowej są prawie równoległoboczne i grubo punktowane. Stopy przedniej pary u samca są rozszerzone, u samicy zaś niezmodyfikowane. Na spodzie odwłoka widocznych jest pięć sternitów (od trzeciego do siódmego), z których pierwszy nie ma pośrodkowego żeberka.

## Ekologia i występowanie
Owad wodny, zarówno w stadium larwalnym, jak i dorosłym. Halobiont zasiedlający słonawiska, znajdywany wśród glonów w płytkich zbiornikach wodnych.
Gatunek palearktyczny. W Europie znany jest z Portugalii, Hiszpanii, Irlandii, Wielkiej Brytanii, Francji, Belgii, Holandii, Niemiec, Szwajcarii, Austrii, Włoch, Danii, Szwecji, Norwegii, Polski, Czech, Ukrainy, Rumunii, Bułgarii, Słowenii, Chorwacji, Albanii, Grecji oraz europejskiej części Rosji. W Afryce Północnej stwierdzono go z Tunezji i Egiptu. W Azji podawany jest z Kaukazu, syberyjskiej i dalekowschodniej części Rosji, Turcji, Izraela, Kazachstanu, Turkmenistanu, Tadżykistanu, Kirgistanu, Iranu i Mongolii. W niektórych krajach uznawany jest za rzadki. Na Czerwonej liście zwierząt Niemiec znalazł się jako gatunek zagrożony. W Polsce znany jest tylko z jednego stanowiska w Kołobrzegu. 